# Estadio Centenario
Estadio Centenario is een stadion in Montevideo, Uruguay.
Het Estadio Centenario wordt voornamelijk gebruikt voor het spelen van voetbalwedstrijden. Het stadion is gebouwd voor het eerste wereldkampioenschap voetbal in 1930 en de viering van honderd jaar onafhankelijkheid van Uruguay, vandaar de naam centenario. Het stadion is ontworpen door de architect Juan Antonio Scassois en de bouw begon op 21 juli 1929. Oorspronkelijk had het Estadio Centenario een capaciteit van 100.000 plaatsen, tegenwoordig is dit 76.000 plaatsen, waarvan 76.609 zitplaatsen.
Verschillende voetbalclubs uit de Uruguayaanse hoofdstad Montevideo maken gebruik van het stadion voor belangrijke wedstrijden. Met name de topploegen Peñarol en Nacional spelen regelmatig hun thuiswedstrijden in het Estadio Centenario.
Na het behalen van de gouden voetbalmedaille op de Olympische Spelen van Amsterdam in 1928 is een van de tribunes achter de goal vernoemd naar Amsterdam, de 'tribuno Amsterdam'.

## WK Interlands
De openingswedstrijd van het stadion was op 18 juli 1930 bij de wereldkampioenschapswedstrijd tussen Uruguay en Peru (1-0). De eerste finale ooit van een wereldkampioenschap voetbal is in het stadion gespeeld. Gastland Uruguay versloeg in deze finale Argentinië met 4-2. Door de FIFA wordt het Estadio Centenario geschaard onder de legendarische voetbalstadions zoals ook de Estádio do Maracanã, Wembley Stadium, San Siro en Santiago Bernabéu.

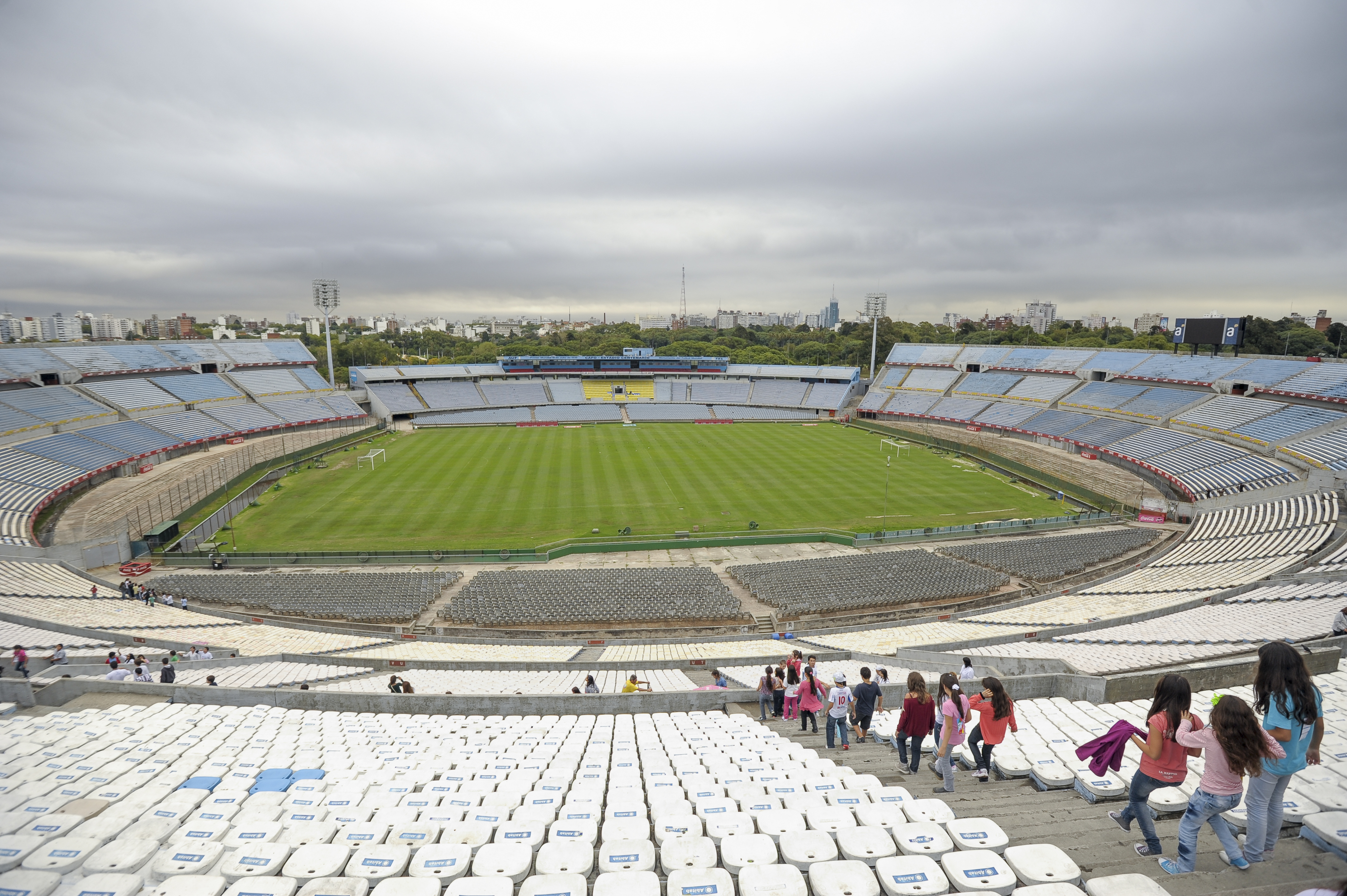
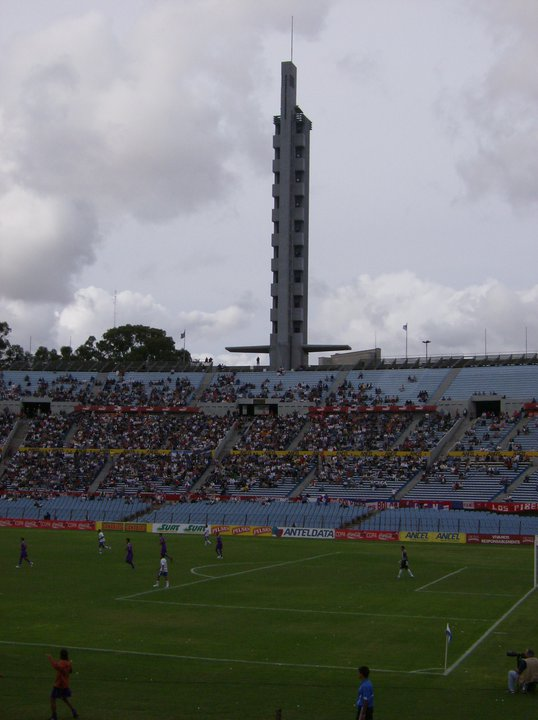
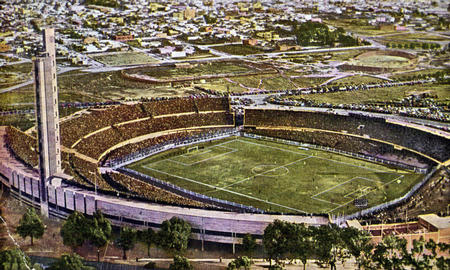
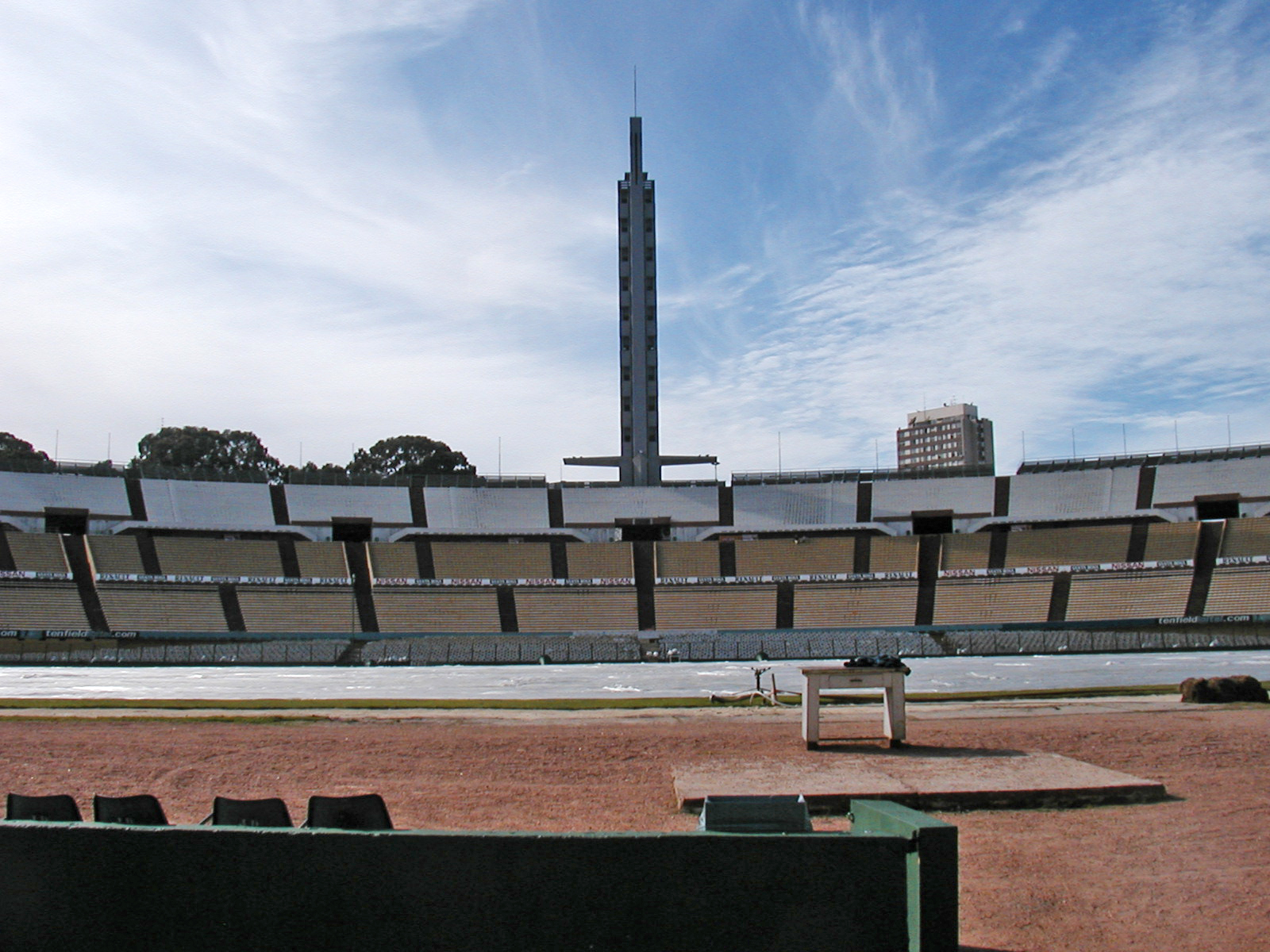

| №   | Datum        | Wedstrijd                     | Uitslag | Competitie             | Toeschouwers |
| --- | ------------ | ----------------------------- | ------- | ---------------------- | ------------ |
| 1.  | 18 juli 1930 | Uruguay – Peru                | 1 – 0   | WK 1930 Groepsfase (C) | 85.000       |
| 2.  | 19 juli 1930 | Chili – Frankrijk             | 1 – 0   | WK 1930 Groepsfase (A) | 50.000       |
| 3.  | 19 juli 1930 | Argentinië – Mexico           | 6 – 3   | WK 1930 Groepsfase (A) | 50.000       |
| 4.  | 20 juli 1930 | Brazilië – Bolivia            | 4 – 0   | WK 1930 Groepsfase (B) | 12.000       |
| 5.  | 20 juli 1930 | Paraguay – België             | 1 – 0   | WK 1930 Groepsfase (D) | 12.000       |
| 6.  | 21 juli 1930 | Uruguay – Roemenië            | 4 – 0   | WK 1930 Groepsfase (C) | 80.000       |
| 7.  | 22 juli 1930 | Argentinië – Chili            | 3 – 1   | WK 1930 Groepsfase (A) | 35.000       |
| 8.  | 26 juli 1930 | Argentinië – Verenigde Staten | 6 – 1   | WK 1930 Halve Finale   | 60.000       |
| 9.  | 27 juli 1930 | Uruguay – Joegoslavië         | 6 – 1   | WK 1930 Halve finale   | 80.000       |
| 10. | 30 juli 1930 | Uruguay – Argentinië          | 4 – 2   | Finale WK 1930         | 93.000       |

Estadio Centenario (Montevideo) · Estadio Gran Parque Central (Montevideo) · Estadio Pocitos (Montevideo)